# Thomas Damuseau
Thomas Damuseau (Grenoble, 18 marzo 1989) è un ex ciclista su strada francese.

## Palmarès

### Strada
- 2008 (Juniores, una vittoria)

3ª tappa Tour du Béarn (Artix > Artix)
- 2009 (Juniores, una vittoria)

Classifica generale Tour de Loire-Atlantique Under-23

### Altri successi
- 2013 (Team Argos-Shimano)

Classifica scalatori Critérium du Dauphiné

## Piazzamenti

### Grandi Giri
- Giro d'Italia

2013: 52º

### Classiche monumento
- Liegi-Bastogne-Liegi

2011: ritirato
2012: ritirato
2014: 136º
- Giro di Lombardia

2012: ritirato
2013: 42º